# Rote Flora

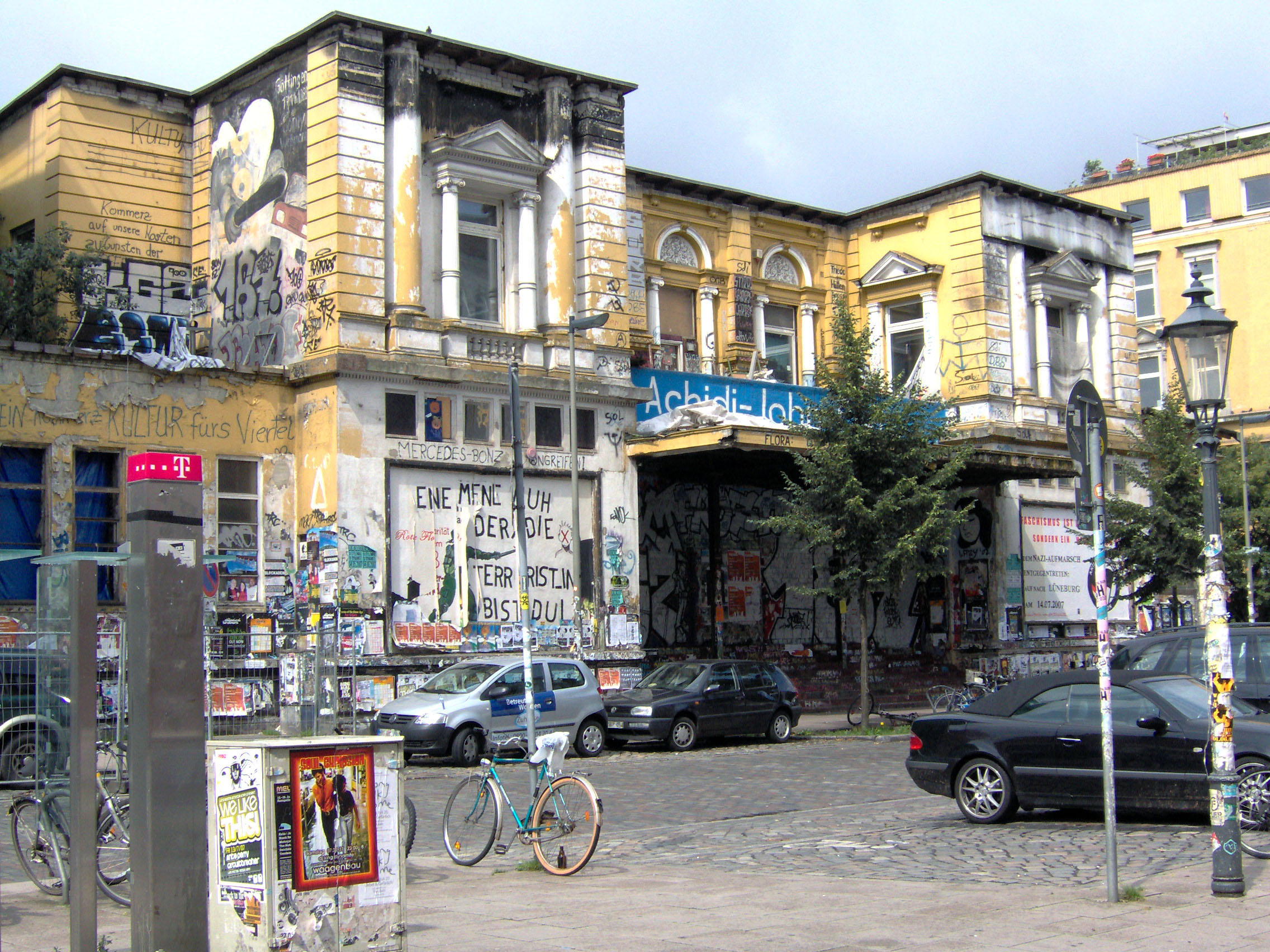
Rote Flora

Rote Flora är ett så kallat autonomt centrum i vad som tidigare var Florateatern i området Schanzenviertel i stadsdelen Sternschanze i Hamburg.
Det har funnits sedan november 1989 efter att huset ockuperats mot planerna att bygga en musikalteater. Ockupationen följdes av omfattande protestvågor, delvis med våld.